# 热备份路由协议
热备份路由协议(HSRP)是思科推出的用于建立容错默认网关的专有冗余协议，由RFC 2281 （页面存档备份，存于）进行描述。虚拟路由冗余协议(VRRP)是基于标准的HSRP替代协议，由IETF标准RFC 3768进行描述。这两种技术在概念上相似，但互不兼容。
HSRP在网络路由器之间建立默认网关的倒换框架，当主网关不可达时进行切换。此协议经常与快速会聚路由协议EIGRP或OSPF协同工作。HSRP使用多播地址224.0.0.2和UDP端口1985向其他启用HSRP协议的路由器发送HELLO报文，来交流路由器间的优先级。配置有最高优先级的主路由器将成为虚拟路由器，以预先配置好的网关IP和MAC地址0000.0c07.acXX（XX是组IP的十六进制值）回应局域网对网关的ARP的请求。如果主路由器宕机，次优先级路由器将接管网关IP并以同样的MAC地址回应ARP的请求，这样就实现了透明的默认网关自动倒换。
HSRP和VRRP都不是路由协议，因为它们不发布IP路由也不影响路由表。